# Khalid Eisa
Khalid Eisa Mohammed Bilal Saeed Al Mesmari (em árabe: خَالِد عِيْسى مُحَمَّد بِلَال سَعِيْد الْمِسْمَارِيّ) (Dubai, 15 de setembro de 1989) é um futebolista profissional emiratense que atua como goleiro. Atualmente defende o Al Ain
Levou o Al Ain Football Club a final da Copa do Mundo de Clubes da FIFA de 2018 após defender o último pênalti de Enzo Pérez na disputa contra o Club Atlético River Plate
Além de ter feito uma ótima partida, salvando seu time com grandes defesas.

## Carreira
Khalid Eisa fez parte do elenco da Seleção Emiratense de Futebol da Olimpíadas de 2012.

## Títulos
Al-Jazira
- Etisalat Emirates Cup: 2009–10
- Campeonato Emiradense: 2010–11
- UAE President Cup: 2010–11 e 2011–12

Al Ain
- UAE President Cup: 2013–14 e 2017–18
- Campeonato Emiradense: 2014–15, 2017–18 e 2021–22
- Supercopa dos Emirados Árabes Unidos: 2015
- Etisalat Emirates Cup: 2021–22
- Liga dos Campeões da AFC: 2023–24

Seleção Emiradense
- Copa do Golfo: 2013

### Prêmios individuais
- Melhor Goleiro da Copa do Golfo: 2018
- Melhor Goleiro do Mês do Campeonato Emiradense: Outubro de 2021, Novembro de 2021, Fevereiro de 2022 e Março de 2022